# 1511.
◄ | 15. stoljeće | 16. stoljeće | 17. stoljeće | ►
◄ | 1480-ih | 1490-ih | 1500-ih | 1510-ih | 1520-ih | 1530-ih | 1540-ih | ►
◄◄ | ◄ | 1508. | 1509. | 1510. | 1511. | 1512. | 1513. | 1514. | ► | ►►
Arhitektura • Astronomija • Glazba • Kazalište • Kiparstvo • Knjige • Književnost • Kršćanstvo • Medicina • Politika • Pravo • Promet • Slikarstvo • Znanost
1511. je bila godina prema gregorijanskom kalendaru koja nije bila prijestupna, a započela je u srijedu.

## Događaji
- 20. siječnja – Julije II. zauzima Mirandolu.
- 24. kolovoza – Afonso de Albuquerque osvaja Melaku, glavni grad Malakskog sultanata.
- osnovana prva biskupija u Americi, na Hispanioli.
- Diego Velázquez de Cuéllar i Hernán Cortés započeli osvajanje Kube.
- pobuna Taína na Portoriku.
- Španjolci osvajaju Dellys, Cherchell i Mostaganem u današnjem Alžiru.
- Babur osvaja Samarkand.
- Portugalski pomorac Antonio d'Abreu otkriva Novu Gvineju.
- Osmanlije prodiru oko Modruša, Ribnika, Ozlja i Dubovca

## Rođenja
- 18. lipnja – Bartolomeo Ammanati, firentinski arhitekt i kipar (umro 1592.).
- 3. srpnja – Giorgio Vasari, talijanski slikar i arhitekt (umro 1574.).
- 9. srpnja – Dorothea od Sachsen-Lauenburg-Ratzeburga. kraljica Danske i Norveške (umrla 1571.).
- 29. rujna – Miguel Servet de Villanueva de Aragon, španjolski liječnik, teolog i humanist (umro 1553.).
- 22. listopada – Erasmus Reinhold, njemački astronom i matematičar (umro 1553.).
- 15. studenog – Johannes Secundus, nizozemski pjesnik (umro 1536.).
- Pierre Viret, švicarski reformatorski teolog (umro 1571.).
- Luis de Velasco, podkralj Nove Španjolske (umro 1564.).

## Smrti
- 6. rujna – Ašikaga Jošizumi, japanski šogun (rođen 1481.).
- Philippe de Commines, francuski diplomat i povjesničar (rođen 1447.).
- Diego de Nicuesa, španjolski konkvistador i istraživač
- Johannes Tinctoris, flamanski skladatelj (rođen oko 1435.).
- Mahmud Šah, gudžaratski sultan

## Vanjske poveznice
|  | Zajednički poslužitelj ima još gradiva o temi 1511. |